# Lars Roar Langslet
Lars Roar Langslet, född den 5 mars 1936 i Nes, Buskerud, död den 18 januari 2016, var en norsk politiker (Høyre) och författare. 
Langslet var kultur- och vetenskapsminister i Kåre Willochs regeringar 1981–1983 och  1981-1986. Han var medlem av Det Norske Akademi for Sprog og Litteratur och var akademiens preses 1995–2011. 
Langslet skrev en lång rad biografier om kända norrmän samt riksmålsrörelsens historia. År 1991 gav han ut kriminalromanen Mord ved statsministerens kontor under pseudonymen Bendik Rosenlund.

## Priser och utmärkelser
- Lytterprisen 1977, utdelat av Riksmålsforbundet
- Kommendør med stjärna av Sankt Gregorius den stores orden 1980 (Vatikanstaten)
- Fritt Ords honnør 1984
- Kommendör av Orden för konst och litteratur 1986 (Frankrike)
- Kommendör med stjärna av Adolf av Nassaus civila och militära förtjänstorden 1990 (Luxemburg)
- Norsk språkpris 1992
- Kommendör av Den isländska falkorden 1993
- Kommendör av Dannebrogsorden 1996 (Danmark)
- Kommendör av Sankt Olavs orden 1996
- Karen Blixen-medaljen 2007